# Brownlowia emarginata
Brownlowia emarginata är en malvaväxtart som beskrevs av Jean Baptiste Louis Pierre. Brownlowia emarginata ingår i släktet Brownlowia och familjen malvaväxter. Inga underarter finns listade i Catalogue of Life.